# Mārqesheh
Mārqesheh (persiska: مَرقِشِه, مارقشه) är en ort i Iran.   Den ligger i provinsen Västazarbaijan, i den nordvästra delen av landet, 700 km nordväst om huvudstaden Teheran. Mārqesheh ligger 1 108 meter över havet och antalet invånare är 260.
Terrängen runt Mārqesheh är varierad. Runt Mārqesheh är det ganska tätbefolkat, med 75 invånare per kvadratkilometer. Närmaste större samhälle är Qarah Ẕīā' od Dīn, 2,5 km nordost om Mārqesheh. Trakten runt Mārqesheh består till största delen av jordbruksmark.